# Showgirls
Showgirls ist ein US-amerikanischer Spielfilm aus dem Jahr 1995. Regie führte Paul Verhoeven, die Hauptrolle der Nomi Malone spielte Elizabeth Berkley. Der Film beschreibt die Geschichte einer Tänzerin in Las Vegas, die von der Stripperin zum Bühnenstar aufsteigt, um auf dem Höhepunkt ihrer Karriere freiwillig wieder in die Anonymität zurückzukehren.

## Handlung
In der Hoffnung, als Showgirl Karriere zu machen, kommt die junge, vagabundierende Nomi Malone aus der Provinz nach Las Vegas. Dem ersten Unglück – die gesamte Habe wird ihr gestohlen – folgt großes Glück: Die Afroamerikanerin Molly Abrams bietet ihr eine Bleibe an und erweist sich zudem als verlässliche Freundin. Auch ein erstes Engagement, im Strip-Club Cheetah's, kommt rasch zustande. Nomi ist talentiert, aber mindestens ebenso ehrgeizig. Ein Besuch im renommierten Stardust-Casino – Molly arbeitet dort als Näherin und Kostümdesignerin – führt zur Begegnung mit dem Star der Tanzrevue Goddess, Cristal Connors. Zwar muss sich Nomi anhören, sie prostituiere sich im Cheetah's, doch bald schon erfolgt Connors' Gegenbesuch, in Begleitung ihres Lovers und Entertainment-Regisseurs, Zack Carey. Sie fordern Nomi zu einem Erotiktanz auf, exklusiv für sie beide. Nomi sträubt sich, wird jedoch von ihrem Geschäftsführer angewiesen, der Offerte von 500 $ zu folgen. Ihr Tanz hinterlässt Wirkung. Nomi ist auf dem Sprung nach oben.
Eine Alternative dazu scheint nicht minder verlockend. Auch der Afroamerikaner James Smith, Hausmeister in einem Tanzklub, ist auf ihr Talent aufmerksam geworden, stellt ihr hartnäckig nach, lockt sie damit, dass er eigens für sie ein Stück kreiert hat, und warnt sie, dass man im Stardust das gleiche brutale Geschäftsmodell nur geschickter kaschiere als bei Cheetah's. Die Realität, die Nomi erlebt, als das Stardust sie engagiert, ist noch härter und kälter: Man erwartet von den Showgirls Gefügigkeit und Dienstbarkeit, selektiert rücksichtslos und schürt den Konkurrenzkampf. Nomi mischt kräftig mit. Sie verführt Carey und steigt auf zur Zweitbesetzung von Connors. Mit ihrer Drohung zu gehen macht diese den Akt rückgängig und demütigt Nomi in der nächsten Vorstellung. Die wiederum rächt sich, indem sie Connors hinterrücks eine Treppe hinunterstößt. Mit Gehirnerschütterung und Oberschenkelhalsbruch fällt die Diva der Revue für längere Zeit aus; das Management glaubt, die Show könne nicht ohne einen Star sein, und wählt – Nomi.
Bei der aus diesem Anlass avisierten glamourösen Party will ausgerechnet Nomis einzige Freundin, Molly, fernbleiben. Sie ahnt, wodurch Connors zu Fall gekommen ist, und spricht dies unter vier Augen offen aus. Nomi bestreitet den Vorwurf und beschwört ihre Freundin, doch zu kommen. Dass Molly letztlich einlenkt, liegt auch daran, dass sie hofft, ihrem Idol, dem Musiker Andrew Carver, zu begegnen. In der Tat wird sie von ihm empfangen – und brutal missbraucht: Carver schlägt sie nieder und lässt sie von seinen Bodyguards vergewaltigen. Nomi ist entsetzt und nicht bereit hinzunehmen, dass die Täter gedeckt werden sollen. Carey kontert mit Unterlagen, die ihre geheim gehaltene Vergangenheit offenlegen: In Wahrheit heiße sie Shirley Ann Costello, sei in ein Waisenhaus gekommen, nachdem ihr Vater ihre Mutter und sich selbst umgebracht hatte, und mehrfach vorbestraft wegen Prostitution, Drogenbesitz und vorsätzlicher Körperverletzung.
Nomi lässt sich nicht erpressen und übt Selbstjustiz. Unter Vortäuschung sexueller Avancen düpiert sie den selbstgefälligen Carver und schlägt ihn brutal zusammen. Anschließend absolviert sie zwei Abschiedsbesuche im Krankenhaus: Sie setzt Molly in Kenntnis über den Racheakt und bittet Connors um Entschuldigung. Die Diva verzeiht ihr und gesteht, sie habe einst ihre Karriere durch eine ähnliche Tat gepusht und zudem eine stattliche Abfindung bekommen. In Richtung Los Angeles verlässt Nomi Las Vegas, wie sie gekommen ist: als Tramperin. Mitgenommen wird sie ausgerechnet von dem Mann, der sie bei ihrer Ankunft beraubt hatte. Nomi zückt ihr Messer und fordert ihren Koffer zurück.

## Hintergrund
Für die Hauptrolle der Nomi Malone sprach Charlize Theron vor. Man entschied sich jedoch gegen sie, da sie „nicht bekannt genug“ war und „nicht richtig gepasst“ habe.
Für die Rolle der Cristal Connors wurde angeblich Madonna in Betracht gezogen. Auch Debi Mazar sprach für die Rolle vor, bevor sie letztlich mit Gina Gershon besetzt wurde.
Die Dreharbeiten begannen am 29. August 1994 und dauerten bis zum 11. Dezember 1994.

## Nachwirkung
Bei seiner Veröffentlichung 1995 galt der Film zunächst als Flop, wozu auch die meist sehr negativen Kritiken des Films beitrugen. Er gilt heute als Kultfilm.

### Finanzieller Erfolg
Das finanzielle Ergebnis der Kinoauswertung war „desaströs“. Das Budget betrug geschätzte 45 Mio. US-Dollar, wovon der Film weltweit lediglich 37,7 Mio. US-Dollar wieder einspielte. Erst durch die guten Ergebnisse im Videoverleih und die „respektable“ Verwertung auf DVD wurde der Film zu einem finanziellen Erfolg und spielte zwischen 1996 und 2004 mehr als 100 Millionen Dollar ein.

### Zeitgenössische Kritik
James Berardinelli bezeichnete den Film auf ReelViews als „kalt“ („cold“) und „seelenlos“ („soulless“). Er kritisierte das Drehbuch, die „stereotypen“ Charaktere und die Darstellungen. Die letzten 30 Minuten des Films bezeichnete er als besonders schlimm und unlogisch.
Roger Ebert kritisierte den Film, bezeichnete ihn angesichts der zahlreichen negativen Kritiken jedoch als „unterbewertet“.
Das Lexikon des internationalen Films urteilte: „Eine Art Musical, das in den erotischen Tanzszenen mehr an der voyeuristischen Auslotung der Grenzen zwischen Erotik und Pornografie als an choreografischer Qualität interessiert ist. Kein kritischer Blick hinter die Kulissen des Showgeschäfts, sondern ein Film, der krampfhaft bemüht ist, sexuelle Darstellungen zu enttabuisieren.“

### Spätere Bewertung
In den ersten zehn Jahren nach seinem Erscheinen wurde Showgirls häufig als schlechtester Film aller Zeiten bezeichnet, spätere Kritiken bewerteten den Film wohlwollender. Unter Fans hat er mittlerweile einen Kultstatus erlangt, insbesondere auch in der Queer- und Schwulenszene.
Quentin Tarantino lobte Showgirls als einen der wenigen großen Sexploitationfilme des Hollywood-Studiosystems und bekannte sich genauso als Fan des Films wie der Filmemacher Jacques Rivette.
Die Filmkritiker Jonathan Rosenbaum und Charles Taylor verteidigen Showgirls als völlig missverstandene Satire auf das Showgeschäft in den USA.
In dem Dokumentarfilm Paul Verhoeven – Meister der Provokation aus dem Jahre 2016 erklärt Regisseur Verhoeven: „Ehrlich gesagt war es kein wirklich starkes Drehbuch. Möglicherweise liegt aber genau darin die Leistung des Films. Er macht die Story quasi überflüssig. Um die geht es auch gar nicht. Es geht vielmehr um die Bewegungen, die Farben und deren Inszenierung.“

### Fortsetzung
Bei Veröffentlichung des Films arbeiteten Paul Verhoeven und Joe Eszterhas bereits an einem Drehbuch für eine Fortsetzung mit dem Namen Bimbos. Nach dem finanziellen Misserfolg von Showgirls waren die Geldgeber laut Verhoeven aber nicht mehr an der Finanzierung des Projekts interessiert.
2011 entstand schließlich mit Showgirls 2: Penny's from Heaven eine Fortsetzung. Die Regie übernahm Rena Riffel, die als Darstellerin bereits im ersten Teil zu sehen war.

### Auszeichnungen
Die Dallas-Fort Worth Film Critics Association kürte den Film im Jahr 1996 zum Schlechtesten Film.
Der Film erhielt im Jahr 1996 die Goldene Himbeere in sieben Kategorien, darunter für Elizabeth Berkley, Joe Eszterhas und Paul Verhoeven. Verhoeven holte als erster Regisseur überhaupt die Goldene Himbeere persönlich ab. Er war außerdem für sechs weitere Goldene Himbeeren nominiert, darunter für Kyle MacLachlan und Gina Gershon, d. h. mit insgesamt 13 Nominierungen belegt der Film bisher den Spitzenplatz. Im Jahr 2000 wurde er zum Schlechtesten Film der 1990er Jahre gekürt, im Jahr 2005 zum schlechtesten Film der ersten 25 Jahre, in denen die Goldene Himbeere vergeben wurde.
Die DVD-Ausgabe wurde für die Satellite Awards 2005 für die DVD-Extras nominiert. Neben den Boni auf der DVD lagen der „V.I.P. Edition“ zwei Schnapsgläser, Spielkarten und ein Poster bei.